# Beta REV
Con la sigla REV si riconoscono una serie di motociclette da trial prodotte dalla Beta Motor a partire dal 2000 per partecipare ai mondiali della categoria.

## Descrizione
Rispetto al precedente modello, la Beta Techno, adotta un telaio più compatto e sagomato, altrettanto ridotti appaiono anche cupolino e parafango.
Dal 2001 le moto sono passate da forcelle a steli rovesciati a quelle tradizionali. Inizialmente presentate solo con motore a due tempi, dalla fine del 2006 sono state rese disponibili anche con motore a quattro tempi.

## Cilindrate
Le cilindrate hanno spaziato, durante i vari anni di produzione:
- 50 2t
- 80 2t
- 125 2t
- 200 2t
- 250 2t e 4t
- 270 2t
- 300cm³ 4t